# 玉垣 (年寄名跡)
玉垣（たまがき）は、日本相撲協会の年寄名跡のひとつ。初代・玉垣が四股名として名乗っていたもので、その由来は明らかではない。
8代目は前歴未詳であるが、原庭玉垣と呼ばれ、筆頭（現在の相撲協会理事長）として明治前期の相撲界で権勢を振るい、横綱梅ヶ谷などを育成した。

## 玉垣の代々
- 代目の太字は、部屋持ち親方。

| 代目 | 引退時しこ名 | 最高位 | 現役時の所属部屋                 | 襲名期間                               | 備考                                |
| ---- | ------------ | ------ | -------------------------------- | -------------------------------------- | ----------------------------------- |
| 初代 | 玉垣額之助   | ---    | ---                              |                                        |                                     |
| 2代  | 常盤山小平治 | ---    | ---                              |                                        |                                     |
| 3代  | 玉垣鷲之助   | 小結   | 玉垣部屋                         | 1766年3月-1791年11月                   | 3代雷に名跡変更                     |
| 4代  | 玉垣額之助   | 大関   | 玉垣-雷-玉垣部屋                 | 1791年11月-1802年8月（死去）           | 二枚鑑札                            |
| 5代  | 玉垣額之助   | 大関   | 千田川（大阪）-藤島-八ッヶ峰部屋 | 1805年10月-1813年10月（死去）          |                                     |
| 6代  | 玉垣額之助   | 大関   | 玉垣部屋                         | 1814年4月-1824年8月（死去）            | 二枚鑑札・現役没                    |
| 7代  | 朝ノ雪勘三郎 |        | 藤嶋（大阪）-玉垣部屋            | 1824年10月-1842年9月（死去）           |                                     |
| 8代  | 玉垣額之助   | ---    |                                  | ?-1881年8月（死去）                    | 前歴未詳（元力士か不明）            |
| 9代  | 長山勝五郎   | ---    | 玉垣部屋                         | 1881年8月-1885年5月（死去）            |                                     |
| 10代 | 緋縅力弥     | 前1    | 玉垣部屋                         | 1885年5月-1888年9月（死去）            | 二枚鑑札・現役没                    |
| 11代 | 浦ノ海光太郎 | 下二15 | 玉垣部屋                         | 1889年1月-1905年3月（死去）            |                                     |
| 12代 | 平ノ石辰治郎 | 前4    | 玉垣-尾車-峰崎部屋               | 1917年1月-1925年11月（死去）           | 二枚鑑札                            |
| 13代 | 鶴ヶ濱増太郎 | 小結   | 中立-朝日山（大阪）-荒礒部屋     | 1926年5月-1939年1月（死去）            |                                     |
| 14代 | 巴潟誠一     | 小結   | 高嶋-友綱部屋                    | 1940年5月-1942年5月                    | 初代安治川に名跡変更                |
| 15代 | 旭川幸之焏   | 関脇   | 立浪部屋                         | 1942年5月-1968年1月（廃業）            | 玉垣利之亟（たまがき としのじょう） |
| 16代 | 羽黒花統司   | 関脇   | 立浪部屋                         | 1968年1月-1972年10月（廃業）           |                                     |
| 17代 | 若浪順       | 小結   | 立浪部屋                         | 1972年10月-2006年2月（停年(定年)退職） |                                     |
| 18代 | 智乃花伸哉   | 小結   | 立浪部屋                         | 2006年3月-                             | 借株､のち取得                       |